# ターミナルコントロールエリア

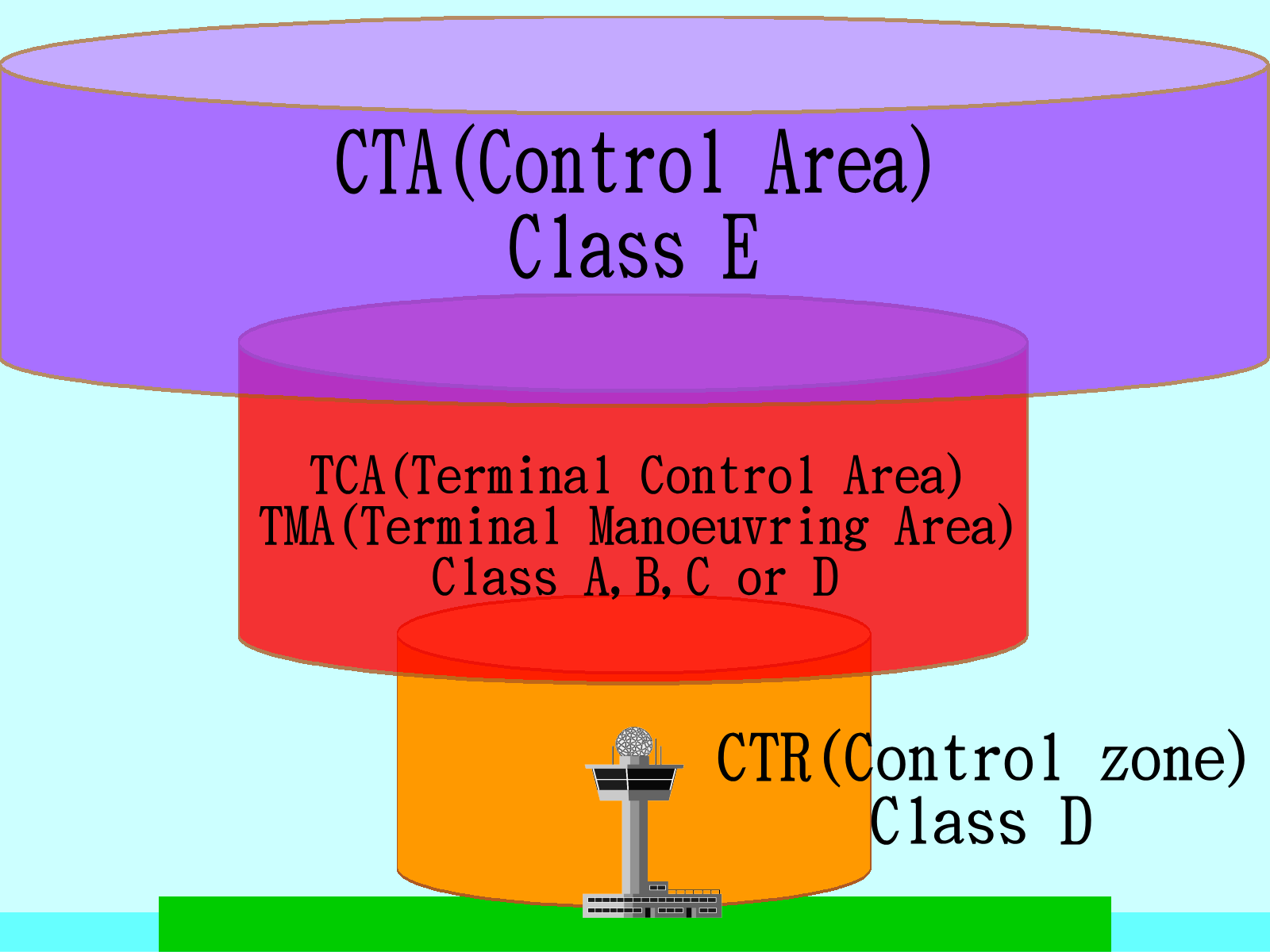
管制区域と空域クラスの概略図（※国によって空域とクラスは異なる）

ターミナル・コントロール・エリア（英語: Terminal Control Area(TCA)）またはターミナル・マニューバリング・エリア（英語: Terminal Manoeuvring Area(TMA)）は、交通量の多い主要空港の周囲に指定された管制空域の指定エリアを指す。

## 概説
TCA空域は通常、空港を中心とした円形の構成で設計されており、コントロールエリアとは異なり、徐々に大きくなるいくつかの階層が含まれ、「逆さまのウェディングケーキ」のような形状になる。
カナダでは、TCA内側の円は、通常、空港の地理的中心から半径12海里 (22 km)、2,200フィート (670 m)AGLを基準とする中間円、半径 45海里の9,500フィート (2,900 m)AGLを基準とする外側の円。カナダでは、TCAは通常クラスB、C、またはDとして指定されている。
アメリカでは、TCAの空域は通常クラスBに指定されている。
イギリスでは、TMAの空域は通常、クラスA、D、またはEとして指定されている。
オーストラリアでは、「ターミナル空域」は、一般的な言語または出版物と法律の両方で使用されていない。ただし、ターミナル空域の従来の構造は、クラスCおよびクラスDの空港に存在している。